# Pachycnemia dilutior
Pachycnemia dilutior là một loài bướm đêm trong họ Geometridae.